# Pseudopanurgus barberi
Pseudopanurgus barberi är en biart som först beskrevs av Cockerell 1899.  Pseudopanurgus barberi ingår i släktet Pseudopanurgus och familjen grävbin. Inga underarter finns listade i Catalogue of Life.